# Sheryfa Luna
Sheryfa Luna, nascuda Cherifa Babouche el 25 de gener, 1989, Évreux, és una cantant francesa de R&B / electro dance en francès que va guanyar el 4t premi del programa tele Popstar, i ha guanyat una certa notorietat principalment amb cançons com Il Avait les Mots, Quelque Part o D'ici et d'Ailleurs.
El 12 març del 2013, sobre el plató del programa tele Le Mag, confirma la seva declaració feta sobre twitter dient que volia retirar-se de l'escena mediàtica, i que el seu 5è Àlbum esperat per a finals del 2013 seria l'últim.

## Biografia
Nascuda de pare algerià i mare francesa, Cherifa Babouche va créixer al barri de Nétreville d'Évreux amb sis germans i una germana3. El 2007, va guanyar la temporada quarta del reality show Popstars, i així va guanyar un contracte de gravació. El mateix any, Sheryfa descobreix que està embarassada de sis mesos. El 14 de febrer de 2008, amb només 19 anys, va donar a llum el seu primer fill, un nen anomenat Venus Junior el pare del qual és el seu company Venus. A la seva autobiografia Tu ja hi eres fill meu, però..., explica Sheryfa la seva negació de l'embaràs. A principis de 2010, Sheryfa es va separar del pare del seu fill, amb qui mantenia una relació des del 2006. El 3 de febrer de 2015 va donar a llum el seu segon fill, un nen anomenat Ibrahim.

## Carrera musical
El novembre de 2007 es va comercialitzar un primer single Somewhere, disponible una setmana abans als llocs de descàrrega legal just després de l'emissió de l'últim episodi del programa Popstars. Somewhere va aconseguir el primer lloc en vendes de senzills a França. Segueix el llançament d'un primer àlbum, Sheryfa Luna, que ocupa el tercer lloc al millor àlbum francès. Per seguir l'èxit del seu primer senzill i del disc, s'extreu el títol He had the words. El clip d'aquest segon senzill es va rodar a Montreal, Canadà. La primera setmana, el senzill He had the words va vendre 15.800 còpies i ocupa el primer lloc en vendes de senzills a França. Després ve el títol D'ici et d'ailleurs, re-gravat en una nova versió. El març de 2008 es va anunciar el llançament d'un senzill exclusiu. Aquest títol és un duet amb el finalista de la setena edició de Star Academy, Mathieu Edward, i es diu Comme avant. Aquest senzill és el primer senzill de l'àlbum de Mathieu Edward. L'abril de 2008, va rodar tres escenes per a un episodi de la sèrie Second Chance.
El seu àlbum Venus es va publicar el 2 de desembre de 2008 i el primer senzill va ser If you weren't there anymore. El segon senzill serà What They Like. El tercer senzill I'll come back es va publicar a la ràdio l'agost de 2009 i va entrar directament als 10 senzills més venuts a França. L'àlbum va ser certificat platí amb 200.000 vendes el 22 de desembre de 2009. Durant el final de 2008, Sheryfa Luna va ser la padrina de Disney Channel Talents emès a Disney Channel France, que tenia com a tema Hannah Montana.
Durant l'estiu de 2009, Sheryfa Luna va participar en la primera temporada dUdance com a membre del jurat. La guanyadora Stéphanie Le Blavec guanya la possibilitat de rodar al següent clip de Sheryfa Luna. Davant l'èxit de vídeos penjats a Internet (entre 200.000 i 1.000.000 de visualitzacions), el programa es va emetre a NRJ12 des del 7 d'octubre de 2009 fins a finals de novembre de 2009. El programa va incloure 30 vídeos a Internet i 6 episodis d'uns 30 minuts a NRJ12. El desembre de 2009, Sheryfa Luna va acabar la seva gira Atmosphere i des del gener de 2010 està ultimant el seu tercer àlbum que té com a títol If you see me. El 5 de febrer de 2010, va anunciar al plató de La Ferme Celebrities que el seu àlbum sortiria a l'abril i no al març de 2010 com estava previst originalment. El maig de 2010 es va publicar el primer senzill: You miss me. Finalment, es confirma el llançament del seu disc per al 13 de setembre de 2010. El novembre del mateix any es va publicar el segon senzill titulat Yemma. Davant dels múltiples ajornaments del seu disc i dels problemes de salut, la promoció d'aquest tercer disc no va funcionar i el disc va tenir menys èxit en comparació amb els seus predecessors. L'àlbum If you see me té el certificat d'or, amb més de 60.000 discos venuts.
El 14 de març de 2011, va ser convidada al senzill All Alone (Is one day) de Quentin Mosimann, guanyador de la 7a temporada de Star Academy. Aquest títol electro present al disc de Quentin Mosimann també marca el punt d'inflexió en la seva carrera abans d'iniciar l'enregistrament del seu 4t disc. El 21 d'agost de 2011 es va filtrar un fragment del seu nou senzill Viens avec moi, anunciant el llançament del seu 4t àlbum. El clip es va rodar a finals de juny de 2011 a Los Angeles. A més, es va convertir en una de les muses del centre de formació estètica So Nails Academy. En col·laboració amb aquest centre, llança la seva primera col·lecció d'esmalts permanents, "Sheryfa Luna", que es pot trobar a la botiga So Nails. El llançament oficial d'aquesta col·lecció va tenir lloc al Salon de la Beauté el 8 d'octubre de 2011 a París. El 14 de juliol de 2012 va participar en el joc Fort Boyard per a l'associació "Face au monde" amb Catherine Laborde, Julie Raynaud i moltes altres. El 15 de febrer de 2013 és candidata al joc "Splash: Le Grand Plongeon", després d'algunes vacil·lacions, saltarà des d'un trampolí des d'una alçada de 3 metres. El 12 de març de 2013, al plató de "Le Mag", va confirmar la seva declaració a Twitter dient que volia retirar-se de l'escena mediàtica i que el seu cinquè àlbum, previst per al 2015, seria el seu darrer. L'1 d'abril de 2015, durant una entrevista per a Remzouille Radio, va anunciar que vivia dia a dia i que després d'un temps sense cobertura mediàtica, el naixement del seu segon fill i un canvi d'equip professional, va dir que era "reactivat".. El cinquè, per tant, potser no serà l'últim.
I efectivament fins avui (2022) no a parat de treballar tant en enregistraments com en directe.

## Activisme
El desembre de 2012 va signar conjuntament una crida d'artistes i personalitats artístiques a favor del matrimoni per a tothom i del dret d'accés a l'adopció de les parelles homosexuals.

## Recompenses i nominacions

### Canço de l'any
- 2008 - Il avait les mots - Llorejada.

### Premis de la Música NRJ
- 2009 - Sheryfa Luna - Revelació francesa - Nominada
- 2009 - Mathieu Edward, Sheryfa Luna - Millor Gruo/Duo francès - Nominada
- 2010 - Sheryfa Luna - Artista femenina - Nominada
- 2013 - Sheryfa Luna -	Artist femenina - Llorejada

## Teatre
- 2016: Rubis sur canapé de Mireille Vitold-Paparella i Sylvie Nordheim.

## Televisió
- 2007: Popstars sur M6 : candidata
- 2008: MTV Movie Awards a MTV: presentadora amb Elsa Pataky
- 2008: Disney Channel Talents a Disney Channel França: padrina
- 2011: Le E-classement sur W9 : presentadora
- 2011-2012: Fort Boyard a France 2: candidata
- 2013: Splash, le grand plongeon sur TF1
- 2018-2019: Els 100 vídeos que van fer riure el món sencer a W9: columnista

Filmografia
- 2009: Seconde Chance : Nora (episodi 158)